# Türkoğlu (district)

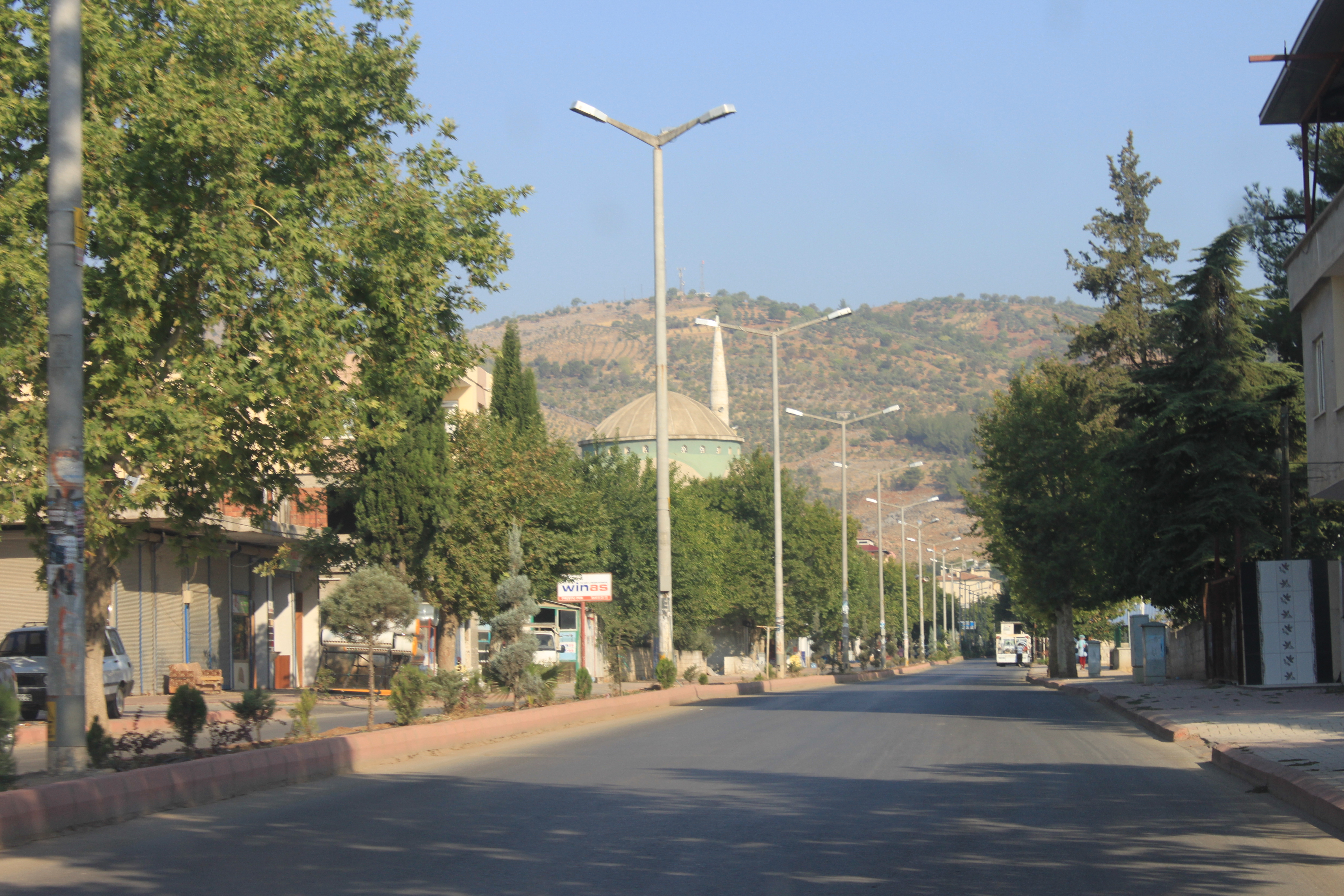
Türkoğlu

Türkoğlu ligt in de provincie Kahramanmaraş, in Turkije. Het is gelegen op de weg van Kahramanmaraş naar Adana. Het district telt 62.375 inwoners (2000), waarvan 11.918 in de stad Türkoğlu. Het district Türkoğlu heeft een oppervlakte van 600 km² (bevolkingsdichtheid: 104 inw/km²).
Afşin · Andırın · Çağlayancerit · Ekinözü · Elbistan · Kahramanmaraş · Göksun · Nurhak · Pazarcık · Türkoğlu